# Mittagstock
Mittagstock är en bergstopp i Schweiz.   Den ligger i kantonen Uri, i den centrala delen av landet, 90 km öster om huvudstaden Bern. Toppen på Mittagstock är 2 989 meter över havet, eller 172 meter över den omgivande terrängen. Bredden vid basen är 1,1 km.
Terrängen runt Mittagstock är huvudsakligen bergig. Runt Mittagstock är det glesbefolkat, med 15 invånare per kvadratkilometer.. Närmaste större samhälle är Airolo, 13,7 km sydost om Mittagstock. 
Trakten runt Mittagstock består i huvudsak av gräsmarker.